# Incisura-Scapulae-Syndrom
Das Incisura-Scapulae-Syndrom bezeichnet die Kompression des Nervus suprascapularis. Bei einer Verknöcherung des Ligamentum transversum scapulae superius (ein Band am Schulterblatt (Scapula) über der Incisura scapulae) entsteht ein knöcherner Kanal (Foramen scapulae) in dem der Nervus suprascapularis verläuft. Aktive Drehbewegungen der Schulter verstärken diese Kompression und führen zu erheblichen Beschwerden. Eine häufige Folge ist eine Kraftminderung und Atrophie der Musculi infraspinatus und supraspinatus.